# Пымвашор
Пымвашор (устар. Пымва-Шор, Пым-Ва-Ю) — река в Ненецком автономном округе России, левый приток Адзьвы (приток Усы). Длина — 18 км.
Берёт начало из небольшого безымянного озера на высоте 133,8 м нум. Течёт сначала на север, затем на северо-запад. Имеет ряд небольших притоков, из них крупнейшие — правые. Впадает в Адзьву слева на высоте около 66 м нум.
На реке находится несколько бродов дорог от Харуты, Адзьвы и Ягъёля до побережья Карского моря.